# Plötslig hjärtdöd
Plötslig hjärtdöd är ett plötsligt hjärtstillestånd, vanligen till följd alltför hastig och oregelbunden hjärtaktivitet, med dödlig utgång, som inte är en direkt följd av hjärtinfarkt, kardiogen chock, eller överledningsrubbning. Undantagsvis kan det uppstå vid långsam puls. Det är en vanlig dödsorsak, och står för ungefär hälften av samtliga hjärtrelaterade dödsfall. Diagnosen hjärtdöd ställs inom en timme efter att symtomen börjat, om hjärtat inte börjar slå  igen. Vid plötsligt hjärtstopp måste personen få omedelbar hjärt- och lungräddning med hjärtkompressioner och mun-mot-mun-metoden, vilket inte återstartar hjärtat men håller det igång tills ambulans kommer med hjärtstartare.

## Orsaker
Plötslig hjärtdöd uppstår när elektrolyterna rubbas i hjärtat i fråga om mängd eller funktionalitet. Detta till skillnad från hjärtinfarkt som beror på att artärerna till hjärtat är blockerade. I vissa fall kan plötslig hjärtdöd inträffa samtidigt som en hjärtinfarkt, men det är oaktat detta två åtskilda tillstånd. Kammarflimmer är en vanlig orsak. En brusten aorta (aortaaneurysm) kan leda till plötslig hjärtdöd.
Diagnospanoramat i den unga populationen varierar med ålder och även mellan olika studier (Tabell I) [2, 5, 6]. Medfött hjärtfel dominerar hos de minsta barnen, och hypertrof kardiomyopati står för en stor andel av dödsfallen hos de något större barnen .

## Symtom
Innan hjärtstilleståndet kan personen erfara att hjärtat rusar (takykardi) eller känna sig svimfärdig eller yr. Det är emellertid vanligt att plötslig hjärtdöd inträffar utan föregående symtom. Förfasens symtom kan också vara diffusa, och innefatta ospecifik bröstsmärta. I vissa fall kan hjärtstilleståndet föregås av långsam puls (bradykardi). Även om oregelbunden puls (arytmi) är vanligt, är det möjligt att personen istället har regelbunden puls. Vid arytmi kan personen vara andfådd (dyspné).
När den plötsliga hjärtdöden börjar, kollapsar personen plötsligt, hjärtat slutar slå, personen slutar andas och förlorar medvetandet.

## Riskfaktorer
Riskfaktorer innefattar att tidigare ha haft en hjärtattack, att ha en kranskärlssjukdom, vara rökare, ha högt blodtryck, högt kolesterol, ärftlig belastning, hjärtsvikt, hypertrofisk kardiomyopati, annan hjärtsjukdom såsom Brugadas syndrom. Även fetma, substansmissbruk, stillasittande livsstil och diabetes är riskfaktorer. Också förändringar i blodnivåerna av elektrolyter som magnesium (hypomagnesemi) och kalium (hypokalemi) kan leda till plötslig hjärtdöd, även hos i övrigt hjärtfriska individer. I västvärlden är åderförfettning den vanligaste orsaken till plötslig hjärtdöd.
Det är kontroversiellt hur fysisk aktivitet och plötslig hjärtdöd hänger ihop. De som har hjärtsjukdomar mår vanligen bättre av träning, men fysisk ansträngning kan också utlösa tillståndet. En till två personer per 100 000 individer i Sverige upp till 35 års ålder avlider årligen i anslutning till träning av plötslig hjärtdöd. Ofta beror det på en underliggande hjärtsjukdom som den avlidne inte känt till.

## Prevalens
Plötslig hjärtdöd drabbar vanligen personer från yngre medelåldern och uppåt, men kan också drabba barn (ungefär 1–2 per 100 000 barn). Män drabbas tre till fyra gånger så ofta som kvinnor. En annan grupp är de som avlider till följd av plötslig spädbarnsdöd. I Sverige avlider 8 000–10 000 personer årligen av plötslig hjärtdöd.